# Autotrichia heterogynoides
Autotrichia heterogynoides är en fjärilsart som beskrevs av Eugen Wehrli 1927. Autotrichia heterogynoides ingår i släktet Autotrichia och familjen mätare. Inga underarter finns listade i Catalogue of Life.